# Acacia chippendalei
Acacia chippendalei är en ärtväxtart som beskrevs av Leslie Pedley. Acacia chippendalei ingår i släktet akacior, och familjen ärtväxter. Inga underarter finns listade i Catalogue of Life.